# Caridinides
Caridinides is een geslacht van kreeftachtigen uit de klasse van de Malacostraca (hogere kreeftachtigen).

## Soort
- Caridinides wilkinsi Calman, 1926